# Theo van Duivenbode
Theo van Duivenbode (Amsterdam, 1º novembre 1943) è un ex calciatore olandese, di ruolo difensore.

## Carriera

### Club
Terzino sinistro, esordisce nell'Ajax nella stagione 1964-1965, vincendo tre titoli ed una Coppa nazionale. Gioca inoltre titolare nella finale della Coppa dei Campioni 1968-1969, persa contro il Milan.
Si trasferisce subito dopo al Feyenoord, con cui vince la Coppa dei Campioni 1969-1970 e la Coppa Intercontinentale 1970, oltre ad altri due titoli. Nel 1973 passa all'Haarlem, dove termina la carriera nel 1975.

### Nazionale
Gioca 5 partite con la nazionale olandese, dal 1968 al 1970.

## Palmarès

### Competizioni nazionali
- Campionato olandese: 5

Ajax: 1965-1966, 1966-1967, 1967-1968
Feyenoord: 1968-1969, 1970-1971
- Coppa dei Paesi Bassi: 1

Ajax: 1966-1967

### Competizioni internazionali
- Coppa dei Campioni: 1

Feyenoord: 1969-1970
- Coppa Intercontinentale: 1

Feyenoord: 1970